# 高槻樫田温泉
高槻樫田温泉（たかつきかしだおんせん）は、大阪府高槻市田能的谷（旧京都府南桑田郡、1958年に越境合併）にある温泉。源泉井戸の老朽化で温泉成分が温泉法の規定より低くなったため2009年7月より「温泉」の名称を外し、地下水を湧かす公衆浴場として運用していたが、2012年1月より新源泉による温泉の提供を再開した。

## 泉質
- アルカリ性単純温泉
  - 源泉温度17度

入浴用に源泉の加熱を実施している。

## 温泉街
高槻市の市街から亀岡市方向に向かった山間部にある「高槻森林観光センター」の一施設「槻の郷荘」内に温泉と宿がある。

## アクセス
- 鉄道：JR京都線高槻駅より高槻市営バス樫田方面行きで約45分、森林センター前下車、徒歩約1分。運賃510円 乗車時間45分